# Де Графсхап
Де Графсхап (нід. Betaald Voetbal De Graafschap, нід. вимова: [də ˈɣraːfsxɑp]) — нідерландський футбольний клуб з міста Дутінхем. Виступає у Еерстедивізі, другому за силою нідерландському дивізіоні. Домашні матчі проводить на стадіоні Де Вейверберг, що здатний вмістити понад 12,5 тисяч осіб.
Клуб було заснова у 1954 році. Його прізвисько — Superboeren, у перекладі «Супер-фермери». Клуб перемінно виступає в Ередивізі (найвищому дивізіоні); та попри це донині ніколи не вигравав національного трофею. Він також має великий стадіон і велику базу вболівальників у порівнянні з багатьма іншими нідерландськими командами, особливо тими, що грають в Еерстедивізі. Клуб має запекле суперництво з Вітессе, але згодом Гоу Егед Іглз також поступово стали суперниками.
Клубні кольори — синьо-біло футболки в горизонтальну смужку, білі шорти та сині гетри.

## Досягнення
- Еерстедивізі:
  -  Чемпіон (3): 1990/91, 2006/07, 2009/10
- Твіддивізі:
  -  Перше місце (1): 1968/69